# Алтинташ (Учалинський район)
Алтинта́ш (рос. Алтынташ, башк. Алтынташ) — присілок (колишнє селище) у складі Учалинського району Башкортостану, Росія. Входить до складу Ільчигуловської сільської ради.
До 10 вересня 2010 року називався присілок станції Алтин-Таш.
Населення — 13 осіб (2010; 40 в 2002).
Національний склад:
- башкири — 92%